# Бердюгино (Ялуторовский район)
Бердю́гино — село в Ялуторовском районе Тюменской области. Входит в состав Петелинского сельского поселения.

## География
Расположено в устье речки Бердюженка при впадении её в реку Тобол. Расстояние до города Ялуторовска 20 км, города Тюмени 95 км.

## История
Бердюгины из Верхотурского уезда Ирбитской слободы пришли в Ялуторовскую слободу и основали деревню Бердюгина на реке Тобол Ялуторовской слободы. Впервые упоминается в переписи 1683 года. 
Во дворе Куземка Костянтинов сын Бердюгин. Сказал: родился де он Верхотурского уезду Ирбитцкой слободы в деревне Бердюгине, ямщичей сын. А в Ялуторовской слободе живет со 170-го  (1662) году.  У него дети: Алешка 5 лет, Стенка 3 лет; да братья: Васка, Митка, Тимошка, Алешка 15 лет. У Митки сын Якунка 4 лет .
В 1912 году в Бердюгино были: церковь, школа грамоты, хлебозапасной магазин, 4 торговые лавки, маслодельня, 9 ветряных мельниц, 2 кузницы.

## Население
| 1683 | 1710 | 1782 | 1816 | 1834 | 1850 | 1897 | 1926 | 1989. | 2002 | 2010 | 2021 |
| 53*  | 180  | 336  | 478  | 526  | 601  | 523  | 852  | 829   | 681  | 689  | 625  |

53*-численность мужчин без учета женщин.
| 2010 | 2014 |
| ---- | ---- |
| 689  | ↗745 |

В 1926 году в Бердюгинском сельсовете насчитывалось 852 человека.

## Церковь
Церковь построена в 1881 году на средства прихожан. Здание каменное одноэтажное с такой же колокольней. Престол в ней один во имя Святителя и Чудотворца Николая. Приписные к ней церкви в сёлах Ивановском и Заводопетровском,  2 часовни деревнях Каньга и Новый Кавдык. В приходе действовали земские школы в селе Бердюгинском с 1885 года и в деревне Новый Кавдык с 1907 года, церковно-приходская школа в деревне Кожаной с 1914 года, в ней в 1915 году училось 16 мальчиков и 9 девочек. .
27 ноября 2013 года жители села Бердюгино установили Поклонный крест на месте утраченной в 1930-е годы каменной церкви.

## Культура
В селе более 30 лет существует народный фольклорный ансамбль казачьей песни «Калинушка».

## Инфраструктура
- средняя школа
- ФАП
- детский сад
- почтовое отделение
- библиотека
- дом культуры